# Хигасиосака

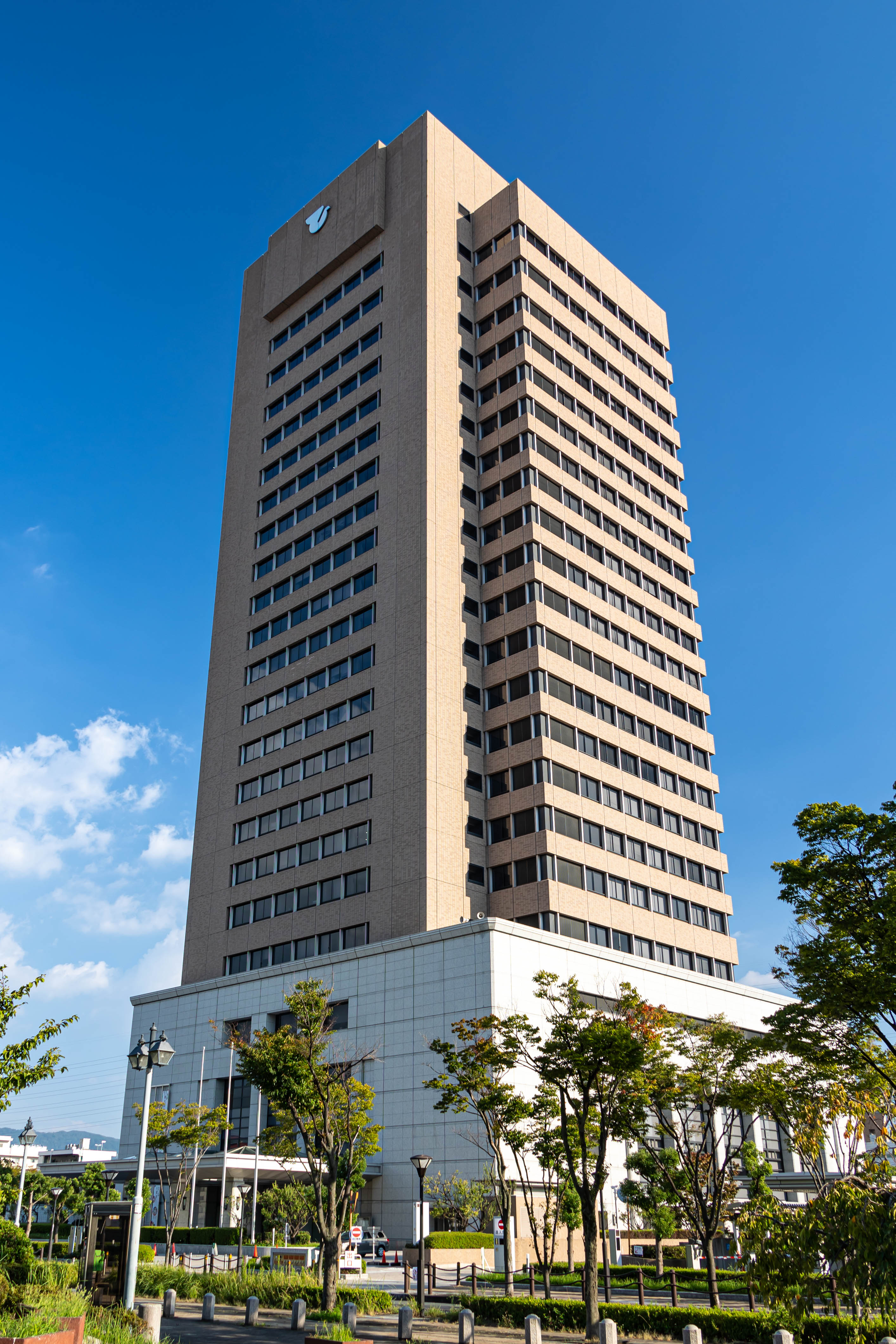
Мэрия города Хигасиосака

Хигасио́сака (яп. 東大阪市 Хигасио:сака-си) — центральный город в Японии, находящийся в префектуре Осака. Площадь города составляет 61,81 км², население — 504 198 человек (1 августа 2014), плотность населения — 8157,22 чел./км².

## Географическое положение
Город расположен на острове Хонсю в префектуре Осака региона Кинки. С ним граничат города Осака, Дайто, Яо, Икома и посёлок Хегури.

## Население
Население города составляет 504 198 человек (1 августа 2014), а плотность — 8157,22 чел./км². Изменение численности населения с 1980 по 2005 годы:
| 1980 | 521 558 чел. |  |
| 1985 | 522 805 чел. |  |
| 1990 | 518 319 чел. |  |
| 1995 | 517 232 чел. |  |
| 2000 | 515 094 чел. |  |
| 2005 | 513 821 чел. |  |

## Символика
Деревом города считается камфорное дерево, цветком — цветок сливы японской.